# Mathilde de Holstein
Mathilde ou Mechtilde de Holstein est une princesse danoise morte en 1288. Elle est reine de Danemark de 1250 à 1252, sous le règne de son époux Abel.

## Biographie
Mathilde est la fille du comte Adolphe IV de Holstein et de son épouse Heilwig de Lippe. Elle épouse en 1237 le prince danois Abel, qui est alors duc de Schleswig. Deux ans plus tard, après l'abdication d'Adolphe IV, les deux frères mineurs de Mathilde, Jean et Gérard, deviennent comtes sous la régence d'Abel. Lorsque Abel monte sur le trône du Danemark, Mathilde est sacrée avec lui le 1er novembre 1250 en la cathédrale de Roskilde. Ils ont au moins quatre enfants ensemble :
- Valdemar III (mort en 1257), duc de Schleswig ;
- Éric Ier (mort en 1272), duc de Schleswig ;
- Abel (mort le 2 avril 1279) ;
- Sophie (morte après 1284), qui épouse en 1258 le prince Bernard Ier d'Anhalt-Bernbourg.

Abel est assassiné en 1252 et son frère cadet Christophe lui succède comme roi de Danemark. Mathilde s'efforce dès lors d'assurer à ses fils le duché de Schleswig, avec l'aide de l'archevêque de Lund Jakob Erlandsen. En 1253, elle obtient la libération de son aîné Valdemar des prisons de l'archevêque de Cologne Conrad de Hochstaden. Valdemar reçoit le duché de Schleswig du roi Christophe la même année. À sa mort, en 1257, Mathilde doit à nouveau lutter pour que Christophe reconnaisse duc son autre fils Éric. Il n'est investi du duché qu'en 1260.
Bien qu'elle ait fait vœu de chasteté depuis son veuvage, Mathilde se remarie en 1261 avec le régent de Suède Birger Jarl, qui meurt cinq ans plus tard, en 1266. À sa mort, en 1288, elle laisse une image négative à ses compatriotes : les Annales de Ryd l'appellent « fille du diable ». En léguant la région comprise entre l'Eider et la Schlei à son frère Gérard III de Holstein, elle donne aux comtes de Holstein un moyen d'influer sur les affaires du Schleswig.